# Fantazja op. 49 (Chopin)

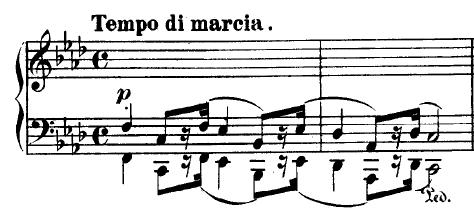
Początek Fantazji

Fantazja f-moll op. 49 – fantazja na fortepian solo, napisana przez Fryderyka Chopina. Powstała w 1841 (ukończona 20 listopada), wówczas została również wydana. Dedykowana ks. Catherine de Souzzo.
Z listów Chopina wiemy, że nazwy „fantazja” twórca dzieła użył dla opisania utworu wyłamującego się z kanonu jednoznacznie określonych gatunków (np. Polonez-Fantazja        op. 61).
Kompozytor napisał:

Dziś skończyłem Fantazję - i niebo piękne, smutno mi na sercu - ale to nic nie szkodzi. Żeby inaczej było, może by moja egzystencja nikomu na nic się nie przydała. Schowajmy się na po śmierci.

## Budowa
Dzieło składa się ze:
- wstępu z dwoma tematami, w tempie marszowym,
- części centralnej, lirycznej, w tonacji H-dur,
- rodzaju repryzy,
- cody (reminiscencji części centralnej).

W utworze można odnaleźć elementy m.in. formy sonatowej i formy cyklicznej.